# Эсперов переулок
Э́сперов переулок — переулок в историческом районе Острова Петроградского административного района Санкт-Петербурга. Проходит от Эсперовой до Депутатской улицы на Крестовском острове.

## История
Переулок получил название 19 марта 2009 года по Эсперовой улице, от которой он начинается.

## Пересечения
С юга на север Эсперов переулок пересекают следующие улицы:
- Эсперова улица — Эсперов переулок примыкает к ней;
- Депутатская улица — Эсперов переулок примыкает к ней.

## Транспорт
Ближайшая к Эсперову переулку станция метро — «Крестовский остров» 5-й (Фрунзенско-Приморской) линии — находится на расстоянии около 750 м.
Движение наземного общественного транспорта по переулку отсутствует.
Ближайшие к Эсперову переулку переулку остановочные пункты железной дороги — Старая Деревня и Новая Деревня — расположены на расстояниях около 1,75 км и 2,35 км по прямой от конца переулка соответственно.

## Общественно значимые объекты
- коттеджный посёлок для судей Конституционного Суда РФ (восточная сторона) — Эсперова улица, дом 15